# Tujamo
Matthias Richter (* 18. ledna 1988, Detmond, Severní Porýní-Vestfálsko, Německo), profesionálně Tujamo, je německý DJ a hudební producent. Jeho žánr je především electro house. Jeho nejznámější skladby jsou "Hell Yeah", "Drop That Low (When I Dip)" nebo předělávka známé skladby od Sidneyho Samsona "Riverside" pojmenována stejně. V roce 2020 se žebříčku DJ Mag umístil na 40. místě. 

## Biografie
Tujamo se narodil 18. ledna 1988 v německém Detmondu. DJem se stal v roce 2006 ve svých 17 letech, když vyhrál soutěž talentů v Schüttorfu, kde stal rezidentem. V tomto roce začal používat přezdívku Tujamo a v roce 2011 vydal svůj první singl "Mombassa". Jeho první úspěšný singl "Dr. Who" vyšel o rok později a složil ho s německým kolegou Plastik Funkem. Skladba se stala velkým hitem na Winter Music Conference, hudebního klubu v Miami. Od 3 roky později skladbu předělal, čím si získal podporu např. od Aviciiho nebo Tiësta. Rovněž remixoval singly Boba Sinclaira, Petera Gelderbroma a Wyntera Gordona a začal hrát mimo Německo, konktrétně po celém světě, včetně Jižní Ameriky, Turecka nebo třeba Ruska. Od té doby patří mezi známá jména elektronické hudby. 

## Diskografie

### Skladby
| Skladba                    | Další umělci                      | Rok  |
| -------------------------- | --------------------------------- | ---- |
| Mombassa                   |                                   | 2011 |
| Switch It                  |                                   | 2011 |
| Do It All Night            |                                   | 2011 |
| Dr. Who!                   | Plastik Funk, Sneakbo             | 2012 |
| There It Is                |                                   | 2012 |
| Dr. Who! (předělávka)      | Plastik Funk, Sneakbo             | 2013 |
| Boneless                   | Steve Aoki, Chris Lake            | 2013 |
| Hey Mister!                |                                   | 2014 |
| Delisious                  | Steve Aoki, Chris Lake, Kid Ink   | 2014 |
| Nova                       | Dimitri Vegas & Like Mike, Felguk | 2014 |
| All Night                  | Jacob Plant                       | 2015 |
| Booty Bounce               | Taio Cruz                         | 2015 |
| Cream                      | Danny Avila                       | 2015 |
| S.A.X.                     | Laidback Luke                     | 2015 |
| Christmas Bounce           |                                   | 2015 |
| Drop That Low (When I Dip) |                                   | 2016 |
| Keep Pushin´               | Inaya Day                         | 2016 |
| BOOM!                      |                                   | 2016 |
| Make U Love Me             |                                   | 2016 |
| One On Me                  | Sorana                            | 2017 |
| Riverside (Reloaded)       | Sidney Samson                     | 2018 |
| Body Language              | Miranda Glory, Haris              | 2018 |
| Funk You                   | La Fuente                         | 2018 |
| Get Up                     |                                   | 2019 |
| Candy on the Dancefloor    |                                   | 2019 |
| Getting Money              | 808Charmer                        | 2019 |
| Hell Yeah                  |                                   | 2019 |
| Drop It                    | Lukas Vane                        | 2019 |
| Shake It                   | NØ SIGNE                          | 2019 |
| One Million                | LOTTEN                            | 2020 |
| Lonely                     | MAJAN, VIZE                       | 2020 |
| Taking You Home            | Kelvyn Colt                       | 2020 |
| I Don´t Wanna Go           |                                   | 2021 |
| Take Control               |                                   | 2021 |

### Remixy
| Skladba               | Spoluautoři remixu | Původní autor                        | Rok  |
| --------------------- | ------------------ | ------------------------------------ | ---- |
| Take Ü                |                    | Jack Ü, Kiesza                       | 2014 |
| The Reward Is Cheese  |                    | Deadmau5                             | 2014 |
| 90s By Nature         |                    | Showtek, MC Ambush                   | 2015 |
| Rumors                |                    | Pep & Rash                           | 2015 |
| +1                    |                    | Martin Solveig, Sam White            | 2015 |
| Higher Place          |                    | Dimitri Vegas & Like Mike, Ne-Yo     | 2016 |
| Rocking With The Best |                    | Laidback Luke, Goodgrip              | 2016 |
| 2U                    |                    | David Guetta, Justin Bieber          | 2017 |
| Light My Body Up      |                    | David Guetta, Nicki Minaj, Lil Wayne | 2017 |
| Grapevine             |                    | Tiësto                               | 2019 |
| Right Now             |                    | Nick Jonas, Robin Schulz             | 2019 |
| WTF                   |                    | HUGEL, Amber van Day                 | 2019 |
| Your Body             | Lady Bee           | Tom Novy, Michael Marshall           | 2019 |